# Сироткин, Фёдор Алексеевич
Фёдор Алексеевич Сироткин (18 января 1913, деревня Истрахово, Кинешемский уезд — 11 ноября 1944, Салдусский край, Латвийская ССР) — командир орудия 171-го истребительного противотанкового артиллерийского полка 18-й отдельной Краснознамённой истребительной противотанковой артиллерийской бригады Резерва Верховного Главнокомандования 2-го Прибалтийского фронта, старший сержант. Герой Советского Союза.

## Биография
Родился 18 января 1913 года в деревне Истрахово (была на территории современного Кинешемского района Ивановской области) в семье крестьянина. Русский. Член ВКП(б) с 1942 года. Образование неполное среднее. Работал трактористом, инспектором по колхозам при райисполкоме, затем председателем колхоза.
В 1935—1938 годах проходил срочную службу в Красной Армии. После демобилизации вернулся на родину. Работал инспектором исполкома Ильинского сельсовета.
Накануне Великой Отечественной войны, 5 июня 1941 года, был вновь призван в армию Кинешемским райвоенкоматом. В боях участвовал с января 1942 года. Воевал на Калининском и 2-м прибалтийском фронтах. Служил командиром артиллерийского орудия, с первых дней показал себя отважным и грамотным бойцом и командиром.
В декабре 1943 года в бою под городом Невелем артиллерийский расчёт под командованием Сироткина в течение суток удерживал свой рубеж, ведя огонь из орудия по атакующим цепям. Если враг подходил слишком близко в дело вступали ручные пулемёты и гранаты. К вечеру перед их позициям лежало свыше стони трупов гитлеровских солдат.
В апреле 1944 года в бою за деревню Печане артиллеристы под командованием Сироткина успешно отбили три атаки, уничтожив при этом два станковых пулемёта, одно противотанковое орудие и истребив свыше сорока гитлеровцев. Во время атаки вражеских позиций у деревни Ясиновец Сироткин выкатил орудие на линию стрелковой цепи и прямой наводкой уничтожил пять вражеских пулемётных точек. Смелые, решительные действия артиллеристов помогли нашим стрелковым подразделениям овладеть деревней.
В Латвии осенью 1944 года при форсировании реки Лиелексте Сироткин подкатил орудие к самому берегу, с дистанции 300 метров уничтожил два неприятельских пулемёта, прикрыл переправу через реку наших пехотинцев. Пока стрелки вели бой за плацдарм, артиллеристы сколотили плот, перебросили орудие через реку и, наступая в боевых порядках пехоты, уничтожили ещё четыре неприятельских пулемёта.
10 ноября 1944 года близ небольшой деревушки Цельмы в сложной обстановке Сироткин смело выдвинул орудие на открытую огневую позицию и помог стрелкам отбить вражескую контратаку. На следующий день при взятии Цельмы орудие Сироткина также находилось в боевых порядках. Расчёт уничтожил четыре вражеских пулемёта и до 30 гитлеровцев. А когда противник перешёл в контратаку и вплотную приблизился к батарее, Сироткин взял ручной пулемёт у раненого подносчика и повёл из него огонь. Расстрелял в упор более 20 фашистов и спас своё орудие. В этом бою вражеский снаряд оборвал жизнь отважного артиллериста.
Указом Президиума Верховного Совета СССР от 24 марта 1945 года за образцовое выполнение боевых заданий командования на фронте борьбы с немецко-фашистским захватчиками и проявленные при этом мужество и героизм старшему сержанту Сироткину Фёдору Алексеевичу посмертно присвоено звание Героя Советского Союза.
Похоронен на месте боя, в 25 километрах от города Салдус.
Награждён орденом Ленина, двумя орденами Красной Звезды, двумя медалями «За отвагу».
На здании школы в селе Ильинское Кинешемского района установлена мемориальная доска. В городе Салдусе ему был воздвигнут памятник. Именем Героя названы улица в городе Кинешме, школа в селе Ильинском.